# Battle Royale (film)
Battle Royale (バトル・ロワイアル, Batoru Rowaiaru) je japonský akční thriller z roku 2000 režírovaný Kinji Fukasakou, o scénář se postaral Kenta Fukasaka. Příběh filmu je založen na stejnojmenném románu z roku 1999 napsaném Koushun Takamim. Příběh se točí okolo skupiny studentů střední školy, kteří jsou japonskou totalitní vládou donuceni bojovat na život a na smrt. Film byl v několika státech shledán kontroverzním a byla zakázána jeho distribuce. Společnost Toei odmítala prodat film jakékoliv distribuci v USA, z důvodu obav z potenciální kontroverze a soudních sporů. Po více než 10 letech se povedlo firmě Anchor Bay Entertainment je získat a vydat film v roce 2010 pro domácí video.
Film byl poprvé vysílán 16. prosince 2000 v Tokiu na více než 200 obrazovkách s hodnocením R15+, které se v Japonsku používá jen zřídka. Šlo o nejvýdělečnější film v japonštině po dobu šesti týdnů od jeho prvního vydání a později byl uveden ve 22 zemích po celém světě. Film obdržel ohlas kritiky a zejména díky vydáním na DVD zaznamenal velký globální úspěch. Je často považován za jeden z nejlepších filmů Fukasaky a jeden z nejlepších filmů roku 2000. V roce 2009 ocenil režisér Quentin Tarantino Battle Royale jako nejlepší film, který za poslední dvě desetiletí viděl, a považuje jej za svůj oblíbený film.
Battle Royale byl posledním filmem, který režíroval Fukasaka. Začal také pracovat na pokračování s názvem Battle Royale II: Requiem, ale zemřel 12. ledna 2003 na rakovinu prostaty a stihl natočit pouze jednu scénu s Kitano. Jeho syn Kenta Fukasaku, který k oběma filmům napsal scénář, jej v roce 2003 dokončil.
Battle Royale se stal kulturním fenoménem a je považován za jeden z nejvlivnějších filmů posledních desetiletí, protože měl velký vliv na globální popkulturu. Od vydání filmu je termín „battle royale“ používán pro označení fiktivního narativního žánru či filmem inspirovaným způsobem zábavy, kde je vybraná skupina lidí instruována, aby se navzájem zabíjela, dokud nepřežije jen jeden. Film inspiroval řadu médií, včetně filmů, knih, animací, komiksů, vizuálních románů a videoher. Žánr hry battle royale například vychází z konceptu filmu.

## Příběh
V blízké budoucnosti, po velké recesi, japonská vláda schválila „BR ACT“, aby omezila kriminalitu mládeže v zemi. Student střední školy Shuya Nanahara se vyrovnává se životem poté, co jeho otec spáchal sebevraždu. Třídní učitel Kitano odstoupí poté, co byl zraněn Yoshitoki Kuninobou, Shuyovým nejlepším přítelem.
O rok později absolvuje Shuyaova třída exkurzi, při které je omámena plynem a odvezena na vzdálený ostrov. Kitano se znovu objevuje obklopen vojáky JSDF s vysvětlením, že třída byla vybrána k účasti ve výroční „Battle Royale“. Mají tři dny bojovat na život a na smrt, dokud nezůstane jediný vítěz. Studentům byly připnuty výbušné obojky, které měli za úkoly zbavit se nespolupracujících studentů a těch kteří se dostanou do „nebezpečné zóny“. Každý student dostane batoh s přídělem jídla a vody, mapou a náhodnou zbraní. Kitano ještě před začátkem hry zabije dva studenty za neposlušnost, jedním z nich je Kuninobu.
Za prvních šest hodin zemře dvanáct studentů, z toho čtyři spáchají sebevraždu. Psychotická Mitsuko Souma a psychopatický Kazuo Kiriyama se stávají nejnebezpečnějšími hráči ve hře. Přestupující student Shogo Kawada nechá Shuya jít poté, co zabil jednoho studenta, zatímco Shuya omylem zabije jiného studenta. Basketbalový hráč Shinji Mimura se chystá nabourat do počítačového systému, aby narušil průběh hry.
Uprostřed měnících se spojenectví a násilných střetů Shuya slibuje, že udrží Noriko Nakagawu v bezpečí. Považuje to za povinnost vůči svému padlému příteli Kuninobuovi, který ji tajně miloval. Kawada prozradí dvojici, že vyhrál předchozí Battle Royale na úkor své přítelkyně, jejíž smrt se snaží pomstít. Přijde útok Kiriyamy a Shuya je zraněn jeho zbraní. Zachrání ho Hiroki Sugimura.
Shuya se probouzí v ostrovním majáku, ošetřený Yukií Utsumou, která je do něj zamilovaná. V budově se také skrývá dalších pět dívek. Jedna z nich, Yuko, se ho pokusí otrávit ze strachu, že je zabije. Yuka však jídlo omylem sní, což vede k přestřelce mezi dívkami. Yuko je jediným přeživším a z pocitu viny spáchá sebevraždu. Shuya, Noriko a Kawada se vydají hledat Mimuru.
Kiriyama zabije Mitsuko, čímž se Noriko stane poslední přeživší dívkou. Mimura se dvěma dalšími proniká do počítačového systému JSDF. Kiriyama je zabije, ale ne dříve, než Mimura vlastnoručně vyrobenou bombou vyhodí základnu do povětří, aby zničil všechny důkazy. Když trio dorazí k troskám hořící základny, Kawada zabije Kiriyamu, kterému výbuch vypálil oči. Kiriyamu ho nicméně stihne zranit.
Poslední den Kawada, vědom si mikrofonů ukrytých uvnitř obojků, zdánlivě zabije Shuyu a Noriko jejich zastřelením. Kitano hru ukončí s myšlenkou osobně zabít vítěze. Uvědomuje si, že se Kawada několik měsíců předem naboural do systému a deaktivoval sledovací zařízení Shuyy a Noriko. Trio konfrontuje Kitana v řídící místnosti. Ten odhaluje malovaný obraz zmasakrované třídy zobrazující Noriko jako jedinou přeživší. Prozrazuje, že nebyl schopen snést nenávist mezi ním a svými studenty a odmítnutí jeho vlastní dcerou. Dále přiznal, že vždy viděl Noriko jako vlastní dceru. Požádá ji, aby ho zabila, ale Shuya ho zastřelí poté, co jí vyhrožuje. Umírá po poslední hádce se svoji dcerou.
Trio opouští ostrov na lodi, Kawada následkem zranění umírá, ale šťastný, že našel přátele. Shuya a Noriko jsou prohlášeni za uprchlíky a naposledy jsou viděni na útěku směrem k nádraží Shibuya.

## Obsazení
- Tacuja Fudžiwara jako Šúja Nanahara
- Aki Maedaová jako Noriko Nakagawa
- Taró Jamamoto jako Šógo Kawada
- Takeši Kitano jako Kitano
- Masanobu Andó jako Kazuo Kirijama
- Kou Šibasakiová jako Micuko Sóma
- Čiaki Kurijamaová jako Takako Čigusa
- Takaši Cukamoto jako Šindži Mimura
- Jutaka Shimada jako Jutaka Seto
- Sousuke Takaoka jako Hiroki Sugimura
- Eri Išikawaová jako Jukie Ucumi
- Hitomi Hjúgaová jako Júko Sakaki
- Jukihiro Kotani jako Jošitoki Kuninobu
- Sajaka Ikedaová jako Megumi Etó
- Takajo Mimuraová jako Kajoko Kotohiki
- Minami jako Keiko Ónuki
- Júko Mijamuraová jako Instruktorka ve výcvikovém centru